# Torrazza Piemonte
Torrazza Piemonte is een gemeente in de Italiaanse provincie Turijn (regio Piëmont) en telt 2475 inwoners (31-12-2004). De oppervlakte bedraagt 9,9 km², de bevolkingsdichtheid is 250 inwoners per km².

## Demografie
Torrazza Piemonte telt ongeveer 1024 huishoudens. Het aantal inwoners steeg in de periode 1991-2001 met 8,2% volgens cijfers uit de tienjaarlijkse volkstellingen van ISTAT.
| Jaar | Inwoneraantal |
| ---- | ------------- |
| 1991 | 2194          |
| 2001 | 2373          |

## Geografie
De gemeente ligt op ongeveer 197 m boven zeeniveau.
Torrazza Piemonte grenst aan de volgende gemeenten: Saluggia (VC), Rondissone, Verolengo.